# Dia de Zamenhof
Dia de Zamenhof (em Esperanto: Zamenhofa Tago) é comemorado no dia 15 de dezembro, em homenagem ao aniversário de nascimento do iniciador da língua, L. L. Zamenhof. É uma das datas comemorativas mais importantes da cultura esperantista.
A história da celebração do Esperanto no aniversário de Zamenhof remonta à sua festa de 19 anos, realizada em 17 de dezembro de 1878, e na qual o jovem polonês apresentou a seus amigos a Lingwe uniwersala, primeira versão sua para uma língua auxiliar. Em 1887, esta língua assumiu as características do Esperanto atual quando ele publicou o Unua Libro.
Atualmente, muitos esperantistas compram um livro de Esperanto adicional nesta data. Há também muitas comemorações especiais ao redor do mundo para celebrar a ocasião, que é usada como uma razão para os esperantistas se reunirem.
Alguns esperantistas, relutando em supervalorizar as conquistas de um único homem, têm sugerido o dia 17 de dezembro como o Dia da Literatura em Esperanto. Desta forma, eles encorajam organizações esperantistas a promover reuniões nesta data e incluir no programa uma revisão de livro ou leitura de poesia, ou mesmo um anúncio de publicação de novo livro. Ações individuais incluem a aquisição ou início de leitura de um livro ou quaisquer outras formas de celebrar a literatura em Esperanto.

## 2009
Em 15 de dezembro de 2009, comemorou-se 150 anos do nascimento de Zamenhof, e vários eventos foram promovidos para celebrar a data especial. Autoridades de Białystok inauguraram um novo Centro Zamenhof, e um simpósio em memória de Zamenhof foi realizado em Nova Iorque apresentando palestras de Arika Okrent, Humphrey Tonkin entre outros professores. O motor de buscas Google apresentou um logotipo especial (um Doodle) utilizando a Bandeira do esperanto em referência à ocasião, o que direcionou mais de dois milhões de visitas únicas para artigos da Wikipedia sobre Zamenhof ou sobre o Esperanto.